# 種市本町テレビ中継局
種市本町テレビ中継局（たねいちほんまちテレビちゅうけいきょく）は、岩手県九戸郡洋野町の旧種市町域に置かれているテレビ中継局。ここでは、同じ洋野町内に置かれているNHK種市中継局についても記載する。

## 種市本町テレビ中継局

### デジタルテレビ放送
| リモコン 番号 | 放送局名               | チャンネル 番号 | 空中線 電力 | ERP | 偏波面   | 放送対象地域 | 放送区域 内世帯数 | 運用開始日     |
| ------------- | ---------------------- | --------------- | ----------- | --- | -------- | ------------ | ----------------- | -------------- |
| 1             | NHK 盛岡総合           | 28              | 2W          | 68W | 水平偏波 | 岩手県       | 約2,300世帯       | 2009年 12月1日 |
| 2             | NHK 盛岡教育           | 13              | 2W          | 69W | 水平偏波 | 全国         | 約2,300世帯       | 2009年 12月1日 |
| 4             | TVI テレビ岩手         | 38              | 2W          | 68W | 水平偏波 | 岩手県       | 約2,300世帯       | 2009年 12月1日 |
| 5             | IAT 岩手朝日テレビ     | 16              | 2W          | 69W | 水平偏波 | 岩手県       | 約2,300世帯       | 2010年 3月31日 |
| 6             | IBC 岩手放送           | 30              | 2W          | 68W | 水平偏波 | 岩手県       | 約2,300世帯       | 2009年 12月1日 |
| 8             | mit 岩手めんこいテレビ | 34              | 2W          | 68W | 水平偏波 | 岩手県       | 約2,300世帯       | 2009年 12月1日 |

- 所在地： 九戸郡洋野町種市（階上岳南山麓）[2]
- 放送区域： 洋野町の一部[2]
- NHKとIATを除く民放局については、2009年6月24日に予備免許が交付され[3][4]、10月中旬に試験電波を発射。11月27日に本免許が交付され[1]、12月1日に本放送を開始した[1]。また、IATについては、2009年12月22日に予備免許が交付され[5]、2010年3月上旬に試験電波を発射。3月29日に本免許が交付され[1]、3月31日に本放送が開始された[1]。

### アナログテレビ放送
| チャンネル 番号 | 放送局名               | 空中線 電力       | ERP               | 偏波面   | 放送対象地域 | 放送区域 内世帯数 | 運用開始日     |
| --------------- | ---------------------- | ----------------- | ----------------- | -------- | ------------ | ----------------- | -------------- |
| 39              | mit 岩手めんこいテレビ | 映像10W/ 音声2.5W | 映像350W/ 音声87W | 水平偏波 | 岩手県       | -                 | -              |
| 41              | TVI テレビ岩手         | 映像10W/ 音声2.5W | 映像350W/ 音声87W | 水平偏波 | 岩手県       | -                 | -              |
| 43              | IBC 岩手放送           | 映像10W/ 音声2.5W | 映像350W/ 音声87W | 水平偏波 | 岩手県       | -                 | 1980年 1月24日 |
| 45              | NHK 盛岡総合           | 映像10W/ 音声2.5W | 映像350W/ 音声87W | 水平偏波 | 岩手県       | -                 | 1980年 1月24日 |
| 47              | NHK 盛岡教育           | 映像10W/ 音声2.5W | 映像350W/ 音声87W | 水平偏波 | 全国         | -                 | 1980年 1月24日 |

- 所在地： デジタルテレビ放送に同じ
- 2011年7月24日をもってすべて廃止される予定だったが、東日本大震災の影響により、2012年3月31日まで延期された。なお、IATにはチャンネルが割り当てられていなかった。

## NHK種市中継局

### デジタルテレビ放送
| リモコン 番号 | 放送局名     | チャンネル 番号 | 空中線 電力 | ERP | 放送対象地域 | 放送区域 内世帯数 |
| ------------- | ------------ | --------------- | ----------- | --- | ------------ | ----------------- |
| 1             | NHK 盛岡総合 | 52              | -           | -   | 岩手県       | 4,468世帯         |
| 2             | NHK 盛岡教育 | 55 → 47         | -           | -   | 全国         | 4,468世帯         |

- チャンネルは割り当てられたが[9]、2009年9月にロードマップが変更され、種市本町局や二戸局によるカバーとなった[10]。

### アナログテレビ放送
| チャンネル 番号 | 放送局名     | 空中線 電力       | ERP                | 偏波面   | 放送対象地域 | 放送区域 内世帯数 | 運用開始日      |
| --------------- | ------------ | ----------------- | ------------------ | -------- | ------------ | ----------------- | --------------- |
| 4               | NHK 盛岡総合 | 映像10W/ 音声2.5W | 映像43W/ 音声10.5W | 水平偏波 | 岩手県       | 約2,800世帯       | 1966年 12月17日 |
| 6               | NHK 盛岡教育 | 映像10W/ 音声2.5W | 映像43W/ 音声10.5W | 水平偏波 | 全国         | 約2,800世帯       | 1966年 12月17日 |

- 所在地： 洋野町種市第1地割（八木山）
- 2011年7月24日をもってすべて廃止される予定だったが、3月11日に発生した東日本大震災の影響により、2012年3月31日に延期された。

### FMラジオ放送
| 周波数  | 放送局名       | 空中線 電力 | ERP | 放送対象地域 | 放送区域 内世帯数 | 運用開始日     |
| ------- | -------------- | ----------- | --- | ------------ | ----------------- | -------------- |
| 89.9MHz | NHK 盛岡FM放送 | 10W         | 21W | 岩手県       | 約-世帯           | 1970年 9月16日 |

- 所在地： アナログテレビ放送に同じ